# حشره‌خوار درختی شمالی
حشره‌خوار درختی شمالی (نام علمی: Tupaia belangeri) نام یک گونه از تیره حشره‌خوار درختی سنجابی است.